# Летючий цирк

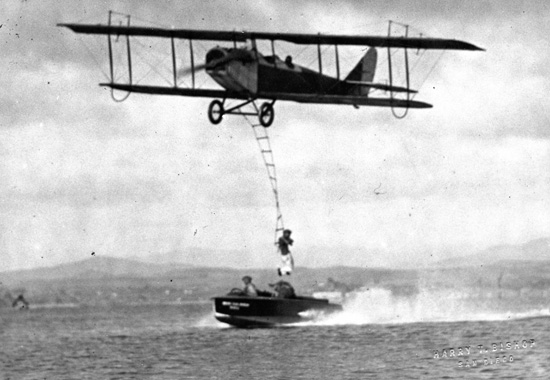
Типовий для летючих цирків літак «Дженні» під час виступу з «крилоходом».

Барнстормінг (англ. barnstorming) — авіашоу, популярні в США 1920-х років. Гастролюючи країною, пілоти та повітряні акробати виконували як фігури вищого пілотажу, так і акробатичні трюки, зокрема вінг-вокінг і стрибки з парашутом. Виступи здійснювалися як окремими пілотами, так і цілими групами, які називалися летючими цирками (англ. flying circus).
Назва «barnstorming», що можна перекласти, як «штурм сараю» походить від більш раннього американського слова, яке значило подорожі артистів невеликими містечками (виступи зазвичай проходили у великому сараї), а пізніше використовувалося для іронічного опису діяльності політиків, що мандрували такими містечками зі своєю програмою. Також етимологію цього слова у відношенні авіашоу виводять, окрім вищезгаданого значення «гастролі сільською місцевістю», від того, що пілоти використовували як імпровізовані аеродроми фермерські поля, на яких роль найкращого орієнтира грав сарай (див. нижче).

## Історія
Перші командні авіашоу проводили ще брати Райт і Ґленн Кертісс, а виступи авіаторів-одиночок, таких як Лінкольн Бічі та Дідьє Массон, були популярні й до Першої світової війни, але лише після цієї війни барнстромінг став масовим явищем і  досяг свого розквіту.
Виникнення цього руху було зумовлене кількома умовами. По-перше, після Першої світової зі збройних сил США була звільнена велика кількість військових пілотів, які, ставши тепер цивільними, хотіли заробити грошей і прагнули знову керувати літаками. По-друге, федеральний уряд США після війни розпродав надлишкову кількість військових літаків, як-от Curtiss JN-4 (так звані «Jenny») і подібні до них Standard J. Крім того, у роки війни виникло багато авіабудівних компаній, більшість з яких після її закінчення збанкрутували, побудувавши лише кілька літаків, і тепер продавали їх за малі гроші. Така доступність літаків дозволила багатьом колишнім пілотам за дуже невеликі гроші придбати власний літак (початкова вартість «Дженні» складала 5000 доларів, але розпродавали їх усього за 200 доларів). До того ж, «Дженні» були добре знайомі пілотам, оскільки широко використовувалися під час війни як навчально-тренувальний літак. По-третє, пілоти користувалися відсутністю законів, що регулюють авіацію загального призначення (нині це Федеральні авіаційні правила).
Барнстормери часто працювали поодинці, але нерідко для кращого шоу об'єднувалися у великі «летючі цирки» з кількома літаками, каскадерами і промоутерами. Серед найбільш відомих цирків були «Five Blackbirds» («П'ять Дроздів», афроамериканська команда), «Flying Aces Air Circus» («Повітряний Цирк Літаючих Асів»), «13 Black Cats» («13 Чорних Котів»), Летючий цирк Мейбл Коді, Летючий цирк братів Інман і Летючий цирк Марі Меєр. Мабуть, найбільшим і найуспішнішим з них був Летючий цирк Ґейтса, кожне шоу якого у період його розквіту збирало десятки тисяч глядачів.
Стаття у журналі «Тайм» 1932 року оцінює кількість повітряних шоу, проведених за часи розквіту летючих цирків, як 2000 шоу в 44 штатах.

## Шоу

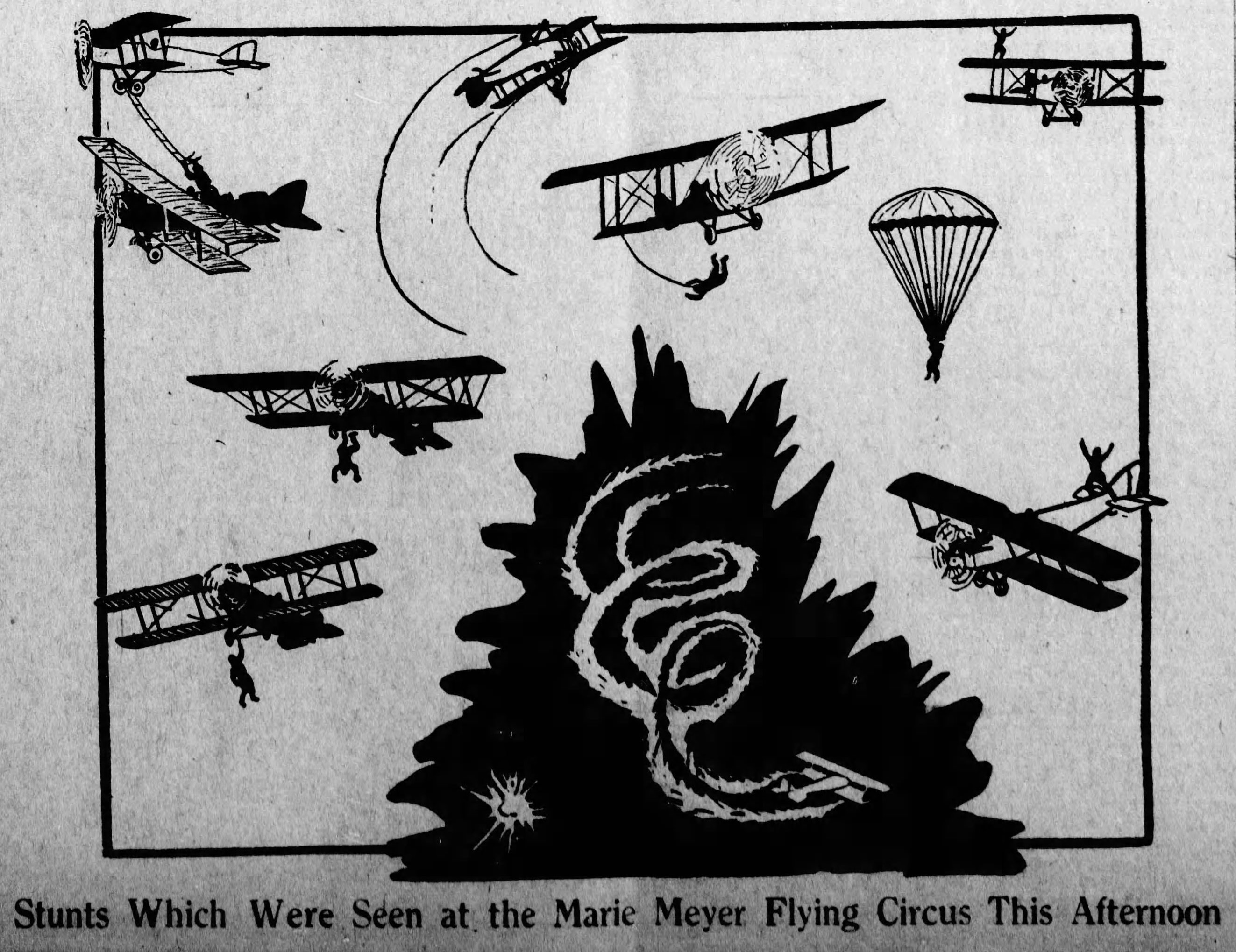
Афіша з зображенням трюків летючого цирку Марі Меєр, 1924 рік.

Сезон виступів тривав з ранньої весни до завершення збору врожаю, а також на осінніх сільськогосподарських ярмарках. Зазвичай напередодні вистави один або кілька літаків кружляли над селом чи містечком у сільській місцевості, щоб привернути увагу мешканців, після чого приземлялися поблизу місцевої ферми та домовлялися із власниками про дозвіл використовувати їхнє поле як тимчасову ЗПС. Домовившись, пілоти скидали на найближчі села рекламні листівки.
Шоу бувало доволі різноманітним і демонструвало як всілякі аеробатичні маневри й незвичні тоді для публіки стрибки з парашутом так і небезпечні каскадерські трюки на літаку під час польоту. Саме тоді набув свого розквіту вінг-вокінг, який не обмежувався просто «ходінням по крилах», оскільки виконавці також намагалися перевершити одне одного у видовищності, демонструючи різноманітні трюки — наприклад, фірмовим трюком Ормера Локліра були стрибки з одного літака на інший у повітрі, Ґледіс Рой на верхньому крилі біплана танцювала і грала у теніс, а Ґледіс Інґл проводила заміну колеса літака у польоті. Серед іншого існував небезпечний трюк, коли літак, летячи над самою землею, влітав у передні ворота сараю і вилітав через задні, що могло бути відсилкою до розмовної назви таких шоу. Звісно ж, подібні ризиковані трюки іноді призводили до того, що пілоти розбивали літаки.
Крім того, оскільки «Дженні» є двомісною, пілоти за невелику плату пропонували охочим покататися на літаку пасажиром — для розваги або для швидкої доставки у пункт призначення. Наприклад, Чарльз Ліндберг брав п'ять доларів за 15-хвилинну поїздку на своєму літаку.

## Регулювання та занепад

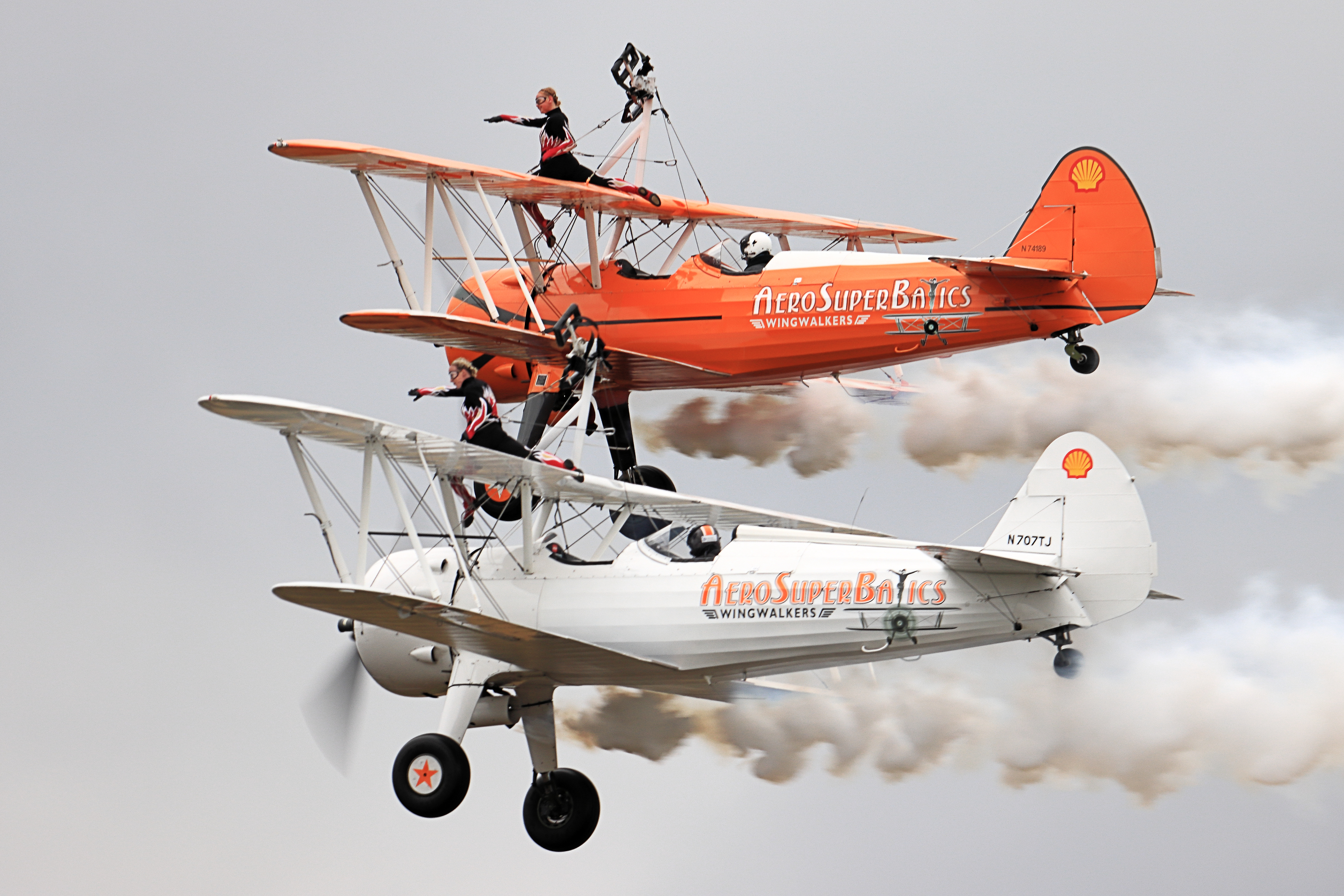
Виступ сучасного летючого цирку AeroSuperBatics, 2021 рік.

Сенсаційна журналістика та економічне процвітання, які відзначили 1920-ті роки у Сполучених Штатах, дозволили барнстормерам і летючим циркам популяризувати авіацію та, зрештою, спонукали уряд запровадити її регулювання та контроль.
Регулювати авіаційну діяльність уряд США почав у 1925 році Законом про повітряну пошту. Наступного року президент Калвін Кулідж підписав Закон про авіаційну торгівлю, який передав управління маршрутами авіакомпаній новому відділенню Міністерства торгівлі і покладав на нього ж правила ліцензування літаків і пілотів та встановлення правил безпеки. Барнстормінг був заснований на браваді та безперервних спробах учасників перевершити одне одного, що вело до того, що їхні трюки ставали все більш небезпечними та спричиняло аварії та нещасні випадки, які отримували широкий розголос. Результатом цього стало те, що нові правила безпеки фактично заборонили проведення подібних шоу в тодішньому їхньому вигляді.
Спонукуваний необхідністю захисту громадськості та у відповідь на політичний тиск, уряд прийняв ряд законів для регулювання сектору цивільної авіації. Ці закони включали такі стандарти безпеки та специфікації, які для барнстормерів було майже неможливо виконати. Також обмеження на мінімальну висоту польотів зіпсувало видовищність шоу, оскільки літаки були змушені літати надто високо, і глядачам було важко роздивитися, що робить каскадер. До того ж наприкінці 1920-х військові припинили продавати «Дженні». Усе це ускладнювало барнстормерам можливість заробляти за допомогою своїх шоу, і до приблизно 1931 року це явище зникло.
Після Другої світової війни подібні шоу знову почали час від часу проводити, хоча вони вже були помітно обмежені правилами безпеки порівняно з летючими цирками 1920-х. У нас час існують летючі цирки, які виступають на відреставрованих старовинних літаках або їх точних копіях.

## Значення
Барнстормінг був першим значним напрямком в історії цивільної авіації, а також однією з найпопулярніших форм розваг у США 1920-х. Крім того, летючі цирки значно ширше за тодішню офіційну авіацію дозволяли зробити кар'єру жінкам і представникам національних меншин. Як приклад, можна навести Бессі Коулман, яка належала відразу до обох цих категорій. Ця жінка афроамериканського (і на чверть індіанського) походження не тільки вражала публіку своїми пілотськими навичками, але й стала взірцем для жінок та афроамериканців у галузі авіації, ставлячи під загрозу панівні у ті часи стереотипи. Використовуючи авторитет знаменитості, вона активно боролася проти сегрегації.